# Крестянов Микола Юхимович
Крестянов Микола Юхимович (23 серпня 1967, с. Перемога, Київська область, Україна) — заслужений лікар України, хірург вищої категорії, кандидат медичних наук, доцент кафедри хірургії та судинної хірургії НУОЗ України імені П. Л. Шупика, лікар-хірург хірургічного відділення багатопрофільного стаціонару Ірпінської центральної міської лікарні, провідний хірург Центру лікування ожиріння і метаболічних розладів Крестянова М. Ю. та Лисенка В. М.
Член Міжнародної федерації хірургії і метаболічних порушень (IFSO), Української асоціації баріатричної хірургії (UABS), Української асоціації метаболічної медицини (УАММ).

## Дитинство
Микола Юхимович Крестянов народився 23 серпня 1967 року в селі Перемога на Київщині. Його батько Юхим Микитович Крестянов (1940 р. н.) працював електриком, бригадиром. Мати Ольга Петрівна Крестянова (1942 р. н.) була молодшою сестричкою в селі.  
У 14 років Микола Юхимович зазнав травми правої китиці, через яку кисть фактично не функціонувала, а всі дії доводилося виконувати лівою рукою — писати, застібати й розстібати ґудзики тощо. Юхим Микитович доклав багато зусиль, щоб син зміг соціалізуватися, активно відновлював його здоров’я. Після численних консультацій у провідних спеціалістів Миколі Крестянову провели чотири операції в Національному науковому центрі хірургії та трансплантології імені О. О. Шалімова НАМН України.   
Досвід боротьби з травмою та спілкування з фахівцями Інституту Шалімова спонукали Миколу Крестянова стати лікарем. Зокрема, відбиток на долі залишив його лікар-куратор — професор Юрій Сергійович Лисайчук. Він став для Миколи Крестянова взірцем медика та людини, яка рятувала долі. Згодом вони довго товаришували.  

## Навчання
Закінчив школу у 1984 році, але не відразу вступив до вищого навчального закладу. Протягом року був учнем електрика та електриком у селі, у радгоспі.  
Вже у 1986 році вступив до Київського медичного інституту (зараз — Національний медичний університет імені О. О. Богомольця). В університеті вивчав загальну хірургію, зокрема абдомінальну, цікавився мікросудинною хірургією.  
Закінчив виш у 1992 році. В інтернатуру прийшов до Ірпінської центральної міської лікарні, де працює і досі. Микола Юхимович зосередився на роботі в Ірпінській міській лікарні, адже прагнув сам створювати історію, розробляти та впроваджувати нововведення. В інтернатурі переймав досвід вихідців з Інституту Шалімова — Бориса Всеволодовича Доманського, Володимира Миколайовича Кирилецького та Григорія Івановича Литвиненка, у яких навчався в Київській міській клінічній лікарні швидкої медичної допомоги. Куратором групи інтернів був Володимир Іванович Паламарчук, із яким Крестянов мав дружні стосунки.  
В Інституті Шалімова проходив клінічну ординатуру. Неоціненну роль у становленні та долі Миколи Юхимовича як лікаря зіграла школа Інституту Шалімова, зокрема сам академік Олександр Олексійович Шалімов, із яким Крестянову пощастило спілкуватися особисто, асистувати йому на операціях і бачити його потужну хірургічну ходу. У роботі академіка прослідковувалося ставлення до медицини та світу через філософські призми, що вразило Миколу Крестянова та стало для нього професійним дороговказом. В Інституті була когорта спеціалістів, яких Крестянов визначив своїми учителями:  
- Володимир Михайлович Копчак, завідуючий відділу хірургії підшлункової залози, лапароскопічної та реконструктивної хірургії жовчовивідних проток Інституту Шалімова;
- Олексій Іванович Дронов, головний редактор міжнародного журналу «Хірургія. Східна Європа»;
- Олександр Юрійович Усенко, директор Інституту Шалімова;
- Іван Михайлович Тодуров, директор Центру інноваційних медичних технологій НАН України.

На професійному шляху проходив спеціалізації з проктології (2004 р.), ендоскопії (2005 р.), урології, онкохірургії, пластичної хірургії. Окрім власної спеціалізації, до сфери професійних інтересів Миколи Юхимовича належать урологічний і гінекологічний напрямки, пластична хірургія. Микола Крестянов переконаний, що фахівець у хірургії повинен мати розуміння різних напрямків медицини та навички роботи з ними. 

## Робота
Микола Юхимович є співробітником кафедри хірургії та судинної хірургії Національного університету охорони здоров’я України імені П. Л. Шупика. Кафедра має клінічні бази у 5 медичних закладах, зокрема в Ірпінській центральній міській лікарні, Київській міській клінічній лікарні №8 та Чернігівському обласному онкологічному диспансері, з якими Крестянов тісно взаємодіє.  
Спільно зі своїми колегами по кафедрі організовував загальноукраїнські майстеркласи в Ірпінській міській лікарні й не тільки. Зокрема, проводив в Україні майстеркласи з польським професором Мацеєм Сметанським, який навчав лапароскопічної герніопластики. 
Нині до Ірпінської міської лікарні їдуть оперуватися пацієнти зі США, Канади, Ізраїлю, Чехії, Польщі. У 2012 році до Ірпінської лікарні на навчання завітали представники американської компанії Johnson & Johnson. Для делегації у складі 20 людей провели лекції та майстеркласи.  
З 2013 року Микола Крестянов навчає молодих лікарів в Ірпінській міській лікарні на базі своєї кафедри. До початку повномасштабної війни для інтернів щотижня проводили мініконференції, залучали до лекцій видатних фахівців з інших закладів — переважно інститутів онкології та хірургії. 
У 2017 році виконав першу в Чернігівському обласному онкологічному диспансері гастроплікацію. Цьому передувала тривала співпраця із Чернігівським онкодиспансером: команда Миколи Крестянова проводила майстеркласи й конференції в Чернігівському онкодиспансері, допомагала медичному закладу в навчанні лапароскопічної хірургії в гінекологічній галузі, хірургії товстої кишки тощо. Метою співпраці був розвиток лапароскопії в онкології.  
Щороку Микола Крестянов виконує приблизно 100-150 операцій (іноді від 2 до 4 операцій на день). 

### Наукова діяльність
Микола Юхимович має публікації в наукових журналах, зокрема в наукометричній базі даних Scopus. Роботи присвячені переважно вивченню хронічних панкреатитів, біозварювальних технологій у лапароскопічній хірургії гриж, метаболічній хірургії у лікуванні цукрового діабету другого типу. 
22 жовтня 2018 року захистив кандидатську дисертацію на тему «Трансабдомінальна преперитонеальна безшовна герніопластика пахвинних гриж з використанням методу електрозварювання» (науковий керівник — Сергій Іванович Саволюк, доктор медичних наук, професор, завідувач кафедри хірургії та судинної хірургії НУОЗ України ім. П. Л. Шупика). 
Спільно зі своєю кафедрою Микола Крестянов вивчав технологію біозварювання протягом п’яти років, присвятив цьому низку наукових публікацій. Серед розроблень кафедри — вивчення біозварювання варикозно розширених вен, яке широко застосовується на практиці. Біозварювальні технології дозволяють виконувати операції без кліпс, без прошивання артерій, протоків, що стандартизує та спрощує операцію. 
Серед новаторств Миколи Юхимовича варто згадати пропозицію зварювати сітку для гриж із пошкодженою тканиною навколо вирізаної грижі. Ця ідея допомогла розв’язати проблему закріплення сітки, чого раніше не вдавалося досягнути ані приклеюванням, ані пришиванням.
У роботі Крестянов активно використовує біозварювальні технології (розробник — Інститут електрозварювання імені Є. О. Патона НАН України). Українська компанія «Свармед» розробляє, виробляє і пропонує на ринку України обладнання, за допомогою якого можна зварювати живі клітини. 
Разом із Дмитром Дмитровичем Кункіним (засновник і директор ТОВ «Свармед») та іншими українськими науковцями Микола Юхимович вказаний співвинахідником у Патенті на корисну модель №127697 «Спосіб виконання ендовазальної облітерації з використанням високочастотного електрозварювання біологічних тканин».
11 вересня 2024 року Крестянов здобув атестат доцента кафедри хірургії та судинної хірургії Національного університету охорони здоров’я України імені П. Л. Шупика.

### Шлях до баріатричної хірургії
Влітку 2018 року стажувався в клініці Istanbul Bariatrics (Стамбул, Туреччина) у професора Мехмета Алі Єрдела. А вже взимку 2018 року пройшов стажування у European School of Laparoscopic Surgery (Брюссель, Бельгія) у професорів Гі-Бернара Кадьєра та Джованні Дапрі. 
Стажування поглибили знання та навички проведення лапароскопічних баріатричних операцій при лікуванні морбідного ожиріння та метаболічного синдрому. Відтоді Микола Крестянов серйозно взявся за метаболічну баріатричну хірургію, яка передбачає роботу з пацієнтами із надлишковою вагою, цукровим діабетом другого типу, гіпертонічною хворобою і метаболічним синдромом. Актуальність вибору спеціалізації підтверджує те, що ще 1997 року Всесвітня організація охорони здоров’я оголосила ожиріння епідемією сучасності. За даними ВООЗ, у 2022 році на ожиріння страждала кожна восьма людина у світі.

### Центр лікування ожиріння і метаболічних розладів Крестянова М. Ю. та Лисенка В. М.
Микола Крестянов познайомився з Віктором Миколайовичем Лисенком у Київській міській клінічній лікарні швидкої медичної допомоги. З 2000 року лікарі почали тісно співпрацювати.  
Лапароскопічні операції Микола Крестянов та Віктор Миколайович здійснюють уже близько 10 років. Фахівці виконували одні з перших лапароскопічних операцій для видалення пахових та вентральних гриж, гриж стравохідного отвору діафрагми, які проводять при рефлюксній хворобі, лікували ахалазії стравоходу. Згодом з’явився суспільний запит на метаболічну хірургію, яку лікарі також опанували й розвивають далі. 
Раніше абдомінальна хірургія була переважно відкритою, проте сучасні фахівці віддають перевагу лапароскопії — коли операції в черевній порожнині проводять без лапаротомії. З 2000 року проведення таких операції почали практикувати в Україні, хоча перші кроки в цьому напрямку робив іще академік Шалімов у 1976 році. Лапароскопічні операції виконують через порти (так звані проколи). Якщо порівняти з повними чи частковими розрізами порожнини живота, лапароскопія є менш травматичною для пацієнта і дозволяє йому швидше реабілітуватися. 
У Центрі лікування ожиріння і метаболічних розладів Микола Юхимович є провідним хірургом. Також він належить до українських та міжнародних асоціацій баріатричних хірургів: Міжнародної федерації хірургії і метаболічних порушень, Української асоціації баріатричної хірургії, Української асоціації метаболічної медицини.
У Центрі, крім Крестянова та Лисенка, працюють молоді хірурги: Перев’язко Яна Миколаївна, Петрич Олена Анатоліївна, а також анестезіологи, які вміють вводити в наркоз, інтубувати пацієнтів із надлишковою вагою, зважаючи на їхню специфіку анатомії. Пацієнти Центру прокидаються на операційному столі, з операційної прямують відразу до своєї палати, не потребуючи перебування в реанімації.

## Окупація
24 лютого 2022 року зустрів у Бучі. Микола Крестянов не планував евакуюватися, натомість одразу поїхав до центрального офісу Ірпінської центральної міської лікарні. Шлях виявився важким, дороги були забиті. Разом із директором медичного закладу Антоном Михайловичем Довгополом зробили декілька телефонних дзвінків щодо генераторів, забезпечення водою та решти. До самої клініки діставалися манівцями, а коли приїхали — вже почалися нальоти, стрілянина, вибухи. Медики стали готуватися до приймання поранених, розуміючи, що це неминуче. 
У лікарні скотчем і пластиром навхрест заклеїли вікна від хвильових ударів, екстрено переобладнали палати й перев’язувальні кабінети під операційні кімнати. Надавали допомогу пораненим українським бійцям, прооперували 98 військових і цивільних пацієнтів. Завдяки волонтерам спочатку вистачало всього: ліків, гігієнічних засобів, інструментів. Проте згодом довелося відчинити навколишні аптеки, за законом описати вилучені препарати й перенести їх до клініки. Невдовзі лікарі вже самі видавали медикаменти цивільним, які потребували кардіологічних та інших препаратів. Всі співробітники медичного закладу виконували роботу бездоганно, не покидали клініку. 
11 березня 2022 року Товариство Червоного Хреста України евакуювало жителів Бучі та лікарню.
23 серпня 2022 року Президент України Володимир Зеленський присвоїв Миколі Крестянову почесне звання заслуженого лікаря України за цілодобову допомогу населенню в умовах окупації, мужність, самовідданість та сумлінне виконання професійного обов’язку. 

## Особисте життя

### Громадянська позиція
Микола Крестянов активно підтримував усі революції, спрямовані на боротьбу за свободу України. На початку 1990-х років, коли Микола Крестянов закінчував виш, активно розгорталися рухи студентства за незалежність. Студентська революція на граніті (так зване голодування на граніті, 1990 рік) — це перша акція, у якій він брав участь. Помаранчеву революцію (2004 рік) проживав на майдані Незалежності постійно, утворював там медпункти, надавав медичну допомогу учасникам акції. Підтримував Революцію гідності (2013–2014 роки).  
У 2015 та 2020 роках брав участь в організації виборів до Ірпінської міської ради. Був керівником виборчого штабу. Зібрав команду гідних однодумців, керуючись їхніми рисами, порядністю, професійністю, ефективністю. 

### Сім’я
Дружина Крестянова Тетяна Леонтіївна (1968 р. н.), філологиня. Закінчила Інститут філології Київського національного університету імені Тараса Шевченка. Працювала викладачкою зарубіжної літератури, зараз — підприємиця.
Має сина — Крестянов Андрій Миколайович (1990 р. н.), а також двох онуків — Марк (2019 р. н.) і Кіра (2022 р. н.).